# Podelwitz (Nobitz)
Podelwitz ist ein Ortsteil der ostthüringischen Gemeinde Nobitz im Landkreis Altenburger Land.

## Geografie
Podelwitz befindet sich im Süden des Altenburger Lands nordöstlich der Stadt Gößnitz. Das Gewässer Lunzigbach durchfließt den Ort und staut den im Ortskern befindlichen Dorfteich an. Die Bundesstraße 93 im Westen und die Bundesstraße 180 im Osten befinden sich in ähnlicher Entfernung zu Podelwitz.
Angrenzende Gemarkungen in der Gemeinde Nobitz sind von Norden beginnend Zehma, Gieba, Runsdorf und Goldschau, außerdem die beiden Gößnitzer Ortsteile Pfarrsdorf und Koblenz im Süden. Zur ehemaligen Gemeinde Podelwitz gehörten neben den angrenzenden Orten Gieba, Runsdorf und Goldschau noch Gösdorf, Großmecka (mit Kleinmecka), Tautenhain und Zumroda.

## Geschichte
In Podelwitz wurden altsteinzeitliche Faustkeilfunde aus der Zeit vor 50.000 Jahren entdeckt. Das Dorf ist ein sorbischer Rundling.
Der Ort wird erstmals 1200 als Budowitz erwähnt, 1364 als Budowil und 1445 als Bodelwicz genannt.
Im Jahre 1257 besaß Tuto von Gößnitz, dem die südwestlich von Podelwitz gelegene Stadt Gößnitz ihre erste urkundliche Erwähnung vier Jahre zuvor verdankt, neben dieser selbst noch die Orte Podelwitz und Kummer. Um 1450 gehörte das Rittergut den Herren von Kertschütz, dessen letzter Vertreter Georg von Kertschütz im Jahre 1515 verstarb. Damit fiel der Besitz an den Landesherren, der diesen im Jahre 1519 an das Georgenstift in Altenburg verkaufte. Verschiedene Adelsfamilien besaßen das Rittergut bis ins 19. Jahrhundert hinein. Seit 1860 gehörte es der Familie Kirmse, um 1880 mit einer Fläche von 67 Hektar. Sie bewirtschaftete die Ländereien bis zur Kollektivierung der Landwirtschaft und einhergehend zur Gründung der LPG Frohe Zukunft.
Podelwitz gehörte zum wettinischen Amt Altenburg, welches ab dem 16. Jahrhundert aufgrund mehrerer Teilungen im Lauf seines Bestehens unter der Hoheit folgender Ernestinischer Herzogtümer stand: Herzogtum Sachsen (1554 bis 1572), Herzogtum Sachsen-Weimar (1572 bis 1603), Herzogtum Sachsen-Altenburg (1603 bis 1672), Herzogtum Sachsen-Gotha-Altenburg (1672 bis 1826). Bei der Neuordnung der Ernestinischen Herzogtümer im Jahr 1826 kam der Ort wiederum zum Herzogtum Sachsen-Altenburg.
Nach der Verwaltungsreform im Herzogtum gehörte er bezüglich der Verwaltung zum Ostkreis (bis 1900) bzw. zum Landratsamt Altenburg (ab 1900). Das Dorf gehörte ab 1918 zum Freistaat Sachsen-Altenburg, der 1920 im Land Thüringen aufging. 1922 kam es zum Landkreis Altenburg.
Am 1. Juli 1950 erfolgte die Eingemeindung von Gieba, Goldschau und Runsdorf nach Podelwitz. Bei der zweiten Kreisreform in der DDR wurden 1952 die bestehenden Länder aufgelöst und die Landkreise neu zugeschnitten. Somit kam die Gemeinde Podelwitz mit dem Kreis Schmölln an den Bezirk Leipzig, der seit 1990 als Landkreis Schmölln zu Thüringen gehörte und 1994 im Landkreis Altenburger Land aufging. Am 1. November 1973 wurden die Gemeinden Großmecka (mit den Ortsteilen Gösdorf und Tautenhain sowie der Ortslage Kleinmecka) und Zumroda eingemeindet. Am 8. März 1994 trat die Gemeinde Podelwitz der Verwaltungsgemeinschaft Saara bei.
Mit der Bildung der Einheitsgemeinde Saara wurden die Ortsteile der Gemeinde Podelwitz am 1. Januar 1996 zu Ortsteilen dieser Gemeinde, bis diese wiederum am 31. Dezember 2012 zu Nobitz kam. Im Ort befinden sich eine Arztpraxis sowie ein Kindergarten, die Freiwillige Feuerwehr mit einer Begegnungsstätte der AWO und eine Gaststätte mit Sitz des Carnevalvereins PCC e. V., welcher zahlreiche Veranstaltungen organisiert. Im Jahre 1996 wurde das ehemalige Gemeindeamt restauriert, ein Fachwerkbau.

### Eingemeindungen
| Ehemalige Gemeinde | Datum      | Anmerkung                    |
| ------------------ | ---------- | ---------------------------- |
| Gieba              | 01.07.1950 |                              |
| Gösdorf            | 01.07.1950 | Eingemeindung nach Großmecka |
| Goldschau          | 01.07.1950 |                              |
| Großmecka          | 01.11.1973 |                              |
| Kleinmecka         | 01.10.1922 | Eingemeindung nach Großmecka |
| Runsdorf           | 01.07.1950 |                              |
| Tautenhain         | 01.07.1950 | Eingemeindung nach Großmecka |
| Zumroda            | 01.11.1973 |                              |

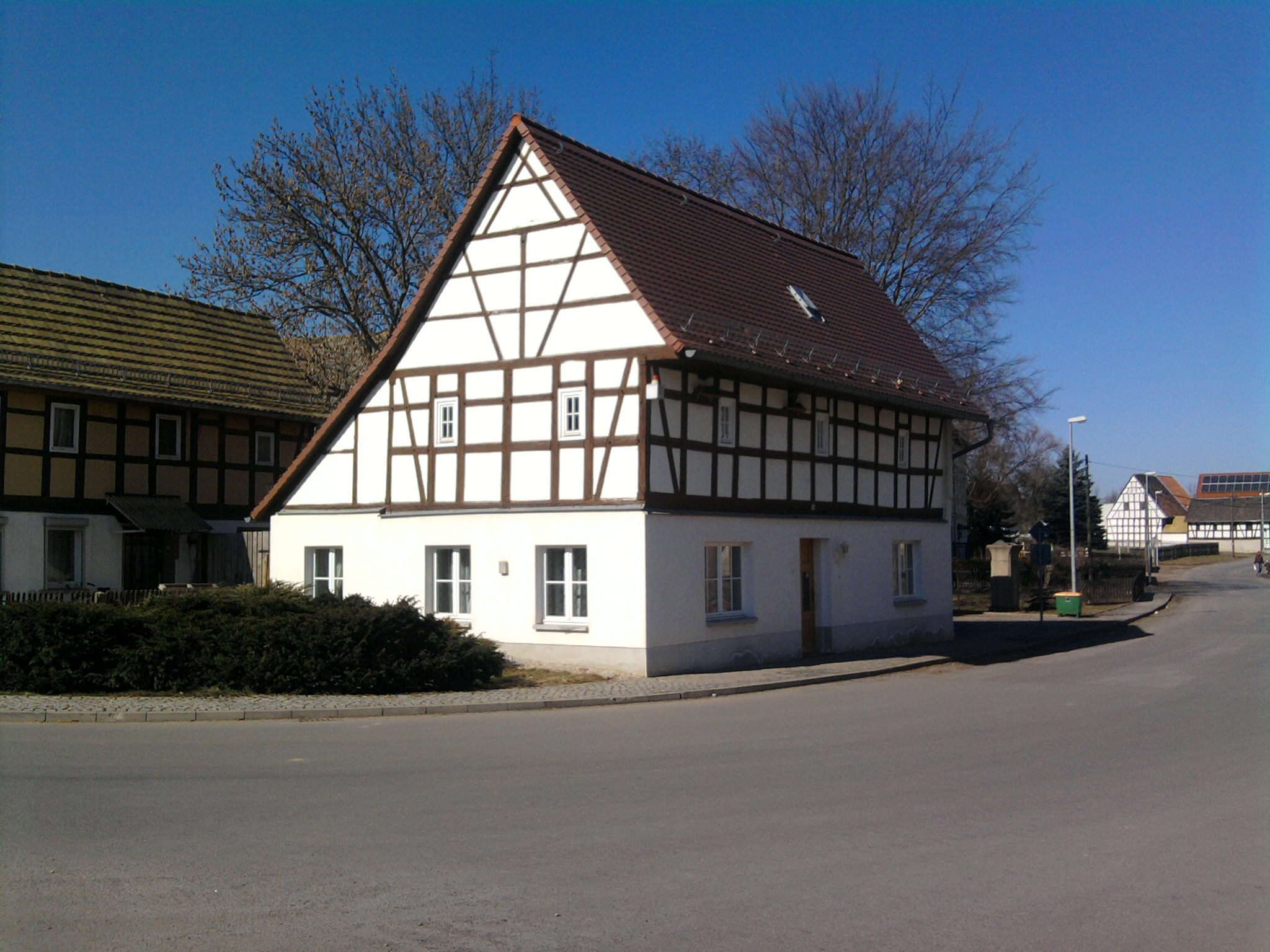
Ehemaliges Gemeindeamt
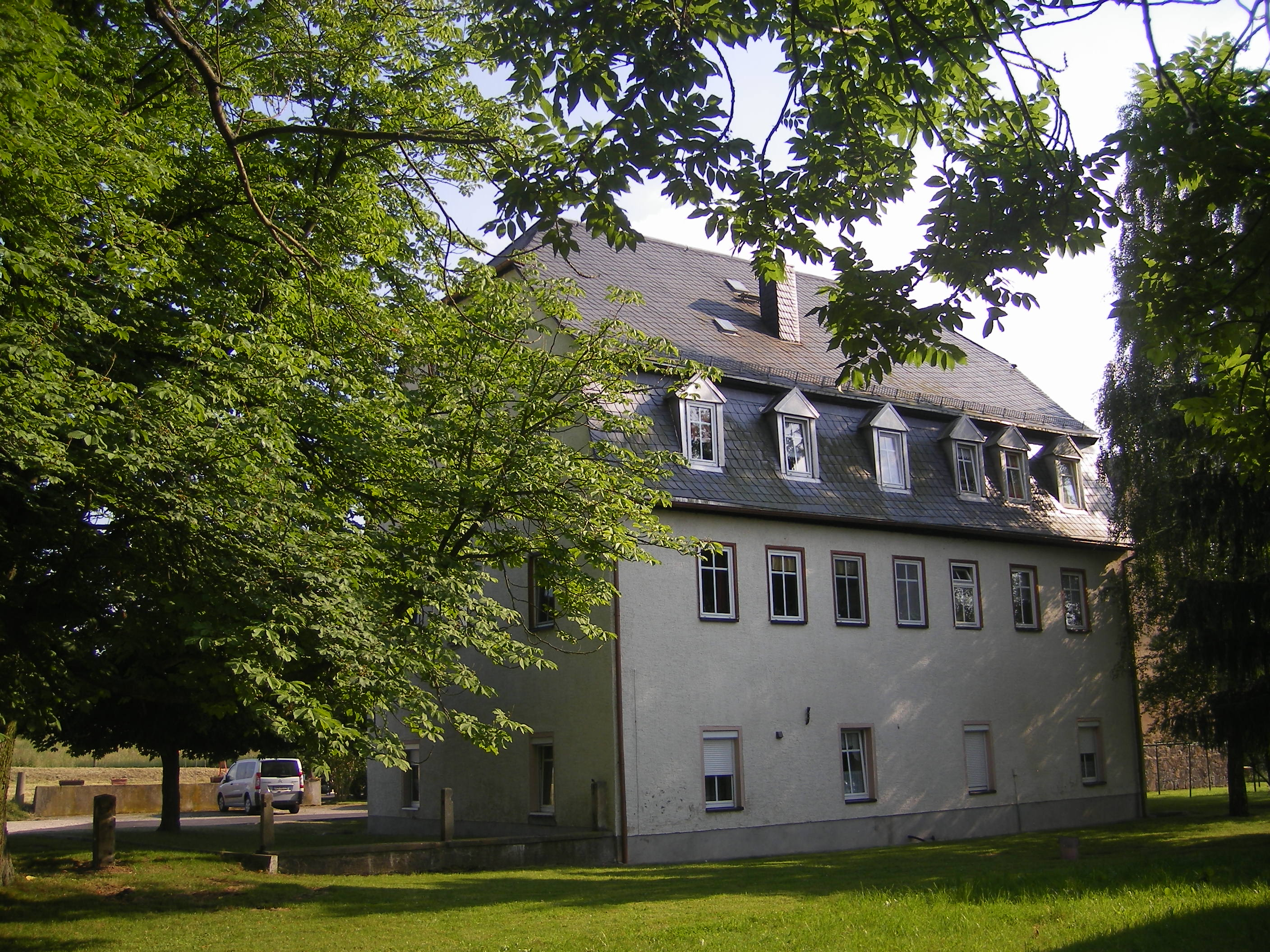
Herrenhaus des Rittergutes
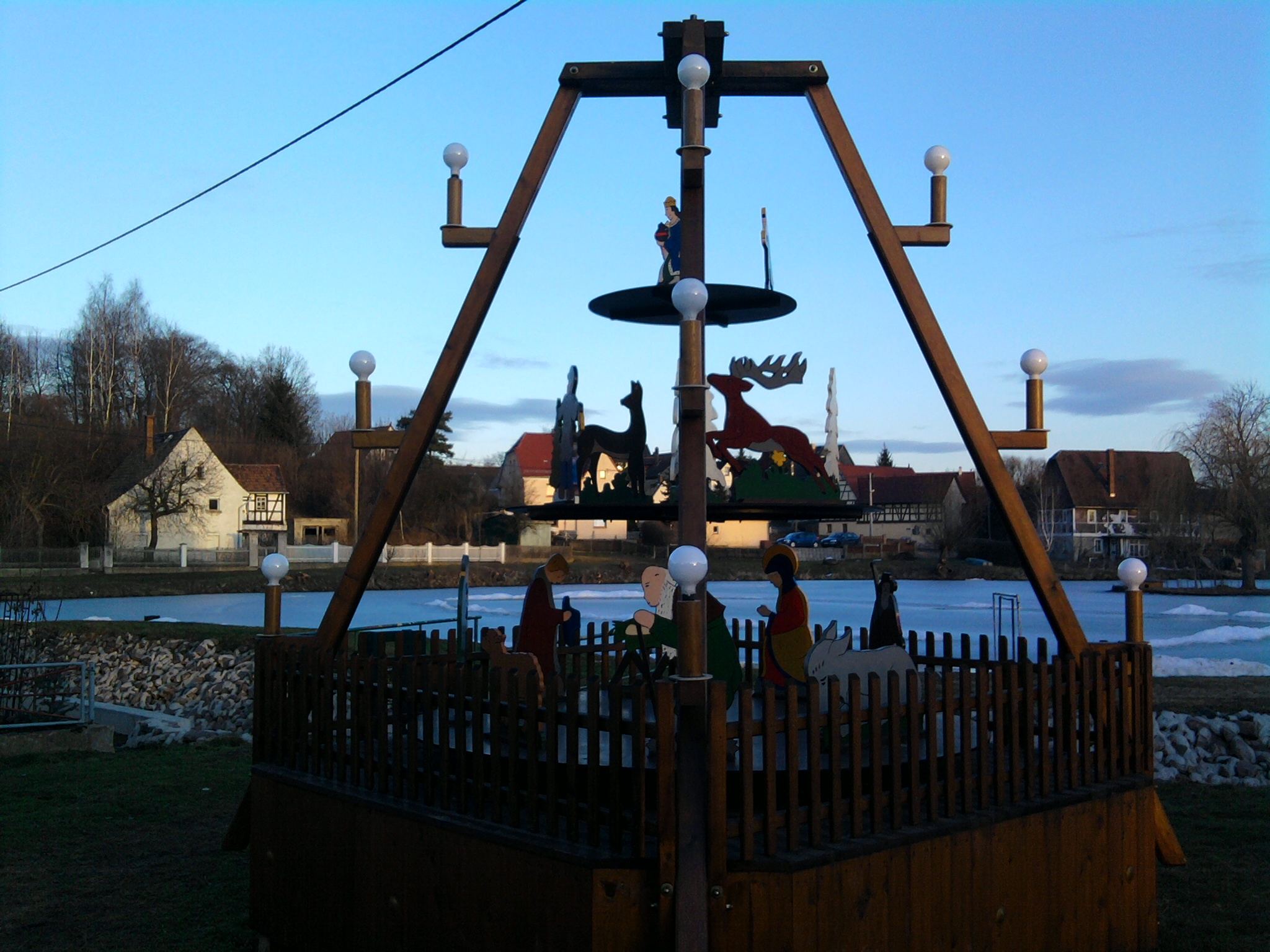
Weihnachtspyramide im Ortskern